# Hapa
Hapa, nella lingua hawaiiana ha come significati letterali: porzione, frammento, parte, frazione, lotto, quota, rata; essere una parte, qualcosa di ridotto.

Il vocabolo trae origine da un prestito dal termine inglese "half" (metà).

Comunque il suo significato è stato esteso a "half-caste" (mezza-casta) o "mixed descent" (discendenza mista).

Questo è l'unico significato del termine nel creolo hawaiiano parlato da molti abitanti delle Hawaii.
Spesso il termine viene usato per significare "parte bianca", ed è l'abbreviazione di "hapa haole".

Il termine può essere usato in congiunzione con altre classificazioni etniche e razziali per specificare una razza particolare o una commistione di etnie ( ad esempio "hapa sepania" per parte spagnola o "hapa pukiki" per parte portoghese ).
Hapa-haole può anche essere usato per descrivere qualcosa di ibrido: hapa hula è un  genere musicale delle Hawaii, con musica autoctona e testi spesso in inglese.
La parola "hapa" è spesso usata per descrivere persone di origini asiatiche o delle isole del pacifico.
Viene usata nei paesi occidentali per descrivere i nuovi soggetti che stanno nascendo dalla rivoluzione informatica, i cosiddetti "figli della rete", del web, di Internet; individui, per lo più giovani, che maturano una identità multiculturale, decontestualizzata rispetto ai luoghi in cui vivono, una grande tribù che affonda radici in culture diverse.